# Московская осень
«Моско́вская о́сень» — международный фестиваль современной музыки. Проводится в Москве ежегодно осенью (обычно в октябре-ноябре) начиная с 1979 года.
Фестиваль был основан Союзом композиторов Москвы по инициативе Б. М. Терентьева для исполнения новых сочинений московских авторов. В 1994 году фестиваль стал международным, на нём стали выступать композиторы и исполнители не только из России, но также из стран Европы, Азии и из США.
На фестивале «Московская осень» состоялись премьерные исполнения композиторов С. А. Губайдулиной, Э. В. Денисова, А. Н. Пахмутовой, Г. В. Свиридова,Т. Г. Смирновой, К. С. Хачатуряна, Т. Н. Хренникова, Б. А. Чайковского, А. Г. Шнитке, Р. К. Щедрина, А. Я. Эшпая, и других. Исполняется симфоническая, камерная, хоровая, джазовая и народная музыка. Проводятся авторские, юбилейные, мемориальные концерты и специальные концерты для детей. В рамках фестиваля также проходят премьерные спектакли на сценах театров Москвы. Проводятся круглые столы, конференции композиторов и музыковедов. Концерты фестиваля «Московская осень» проходят в Московском доме композиторов, в залах Московской консерватории, в концертном зале Российской академии музыки имени Гнесиных, Большой концертной студии № 5 РГМТЦ. Посещение концертов бесплатное.